# Лажечников, Иван Иванович
Ива́н Ива́нович Лаже́чников (14 (25) сентября 1792, Коломна — 26 июня (8 июля) 1869, Москва) — русский писатель, один из зачинателей русского исторического романа.

## Биография
Отец его, коммерции советник и один из богатейших коломенских купцов, вырастил сына в усадьбе Кривякино. Он отличался любовью к образованию и по рекомендации Н. И. Новикова пригласил к сыну француза-эмигранта Болье, человека гуманного и просвещённого. При императоре Павле I Лажечников-отец, вследствие доноса, был заключён в Петропавловскую крепость. Вскоре его освободили, но материальное благосостояние семьи было подорвано.
Находясь на службе в московском архиве иностранной коллегии (с 12 лет), потом в канцелярии московского генерал-губернатора, Иван Лажечников брал уроки у профессора П. В. Победоносцева и слушал приватные лекции А. Ф. Мерзлякова. В 1812 году Лажечников, против воли родителей, поступил в ополчение; участвовал в деле под Бриенном и взятии Парижа; позже был адъютантом при графе А. И. Остермане-Толстом. В 1814 году получил орден Св. Анны 4-й степени.
В 1819 году Лажечников оставил военную службу и получил место директора училищ Пензенской губернии; в течение трёх лет возглавлял Пензенскую мужскую гимназию.

Осенью меня опять взяли в деревню, а недели через две отец отвёз в Пензу, где я принят был в 1-й класс гимназии, а жил у директора, Ивана Ивановича Лажечникова, содержавшего в своём доме небольшой пансион. Это был будущий автор «Последнего Новика», «Ледяного дома» и других романов, написанных под сильным влиянием Вальтера Скотта, но в своё время занимавших почётное место в русской литературе. Гимназией он мало занимался, зато и она была в таком «порядке», что привела бы в ужас самого снисходительного из нынешних педагогов. Учителя были плохи, некоторые приходили в класс пьяные, рукам давали большую волю, но ученьем не стесняли. Перемены продолжались по часу, а часто учителя совсем не приходили. Свободное время употреблялось на кулачные бои класс на класс.
— генерал-лейтенант Филипсон Г. И. Воспоминания (с 1809 по 1847 год). — М.: Кучково поле, 2019. Стр. 24.
Усилиями Лажечникова в Чембаре было открыто училище, откуда в 1823 году в Пензу приехал продолжать образование В. Г. Белинский.
Затем, с 1823 года, И. И. Лажечников был директором Казанской гимназии и директором казанских училищ, инспектором студентов Казанского университета.
Выйдя в отставку в 1826 году, Лажечников поселился в Москве и стал собирать материалы для своего первого исторического романа, для чего ездил в Лифляндию.
Некоторое время, в конце 1820-х годов, И. И. Лажечников был управляющим имением А. И. Остермана-Толстого Ильинское. В 1831 году Лажечников вновь поступил на службу и был назначен директором училищ Тверской губернии; 7 марта 1833 года произведён в надворные советники. С 1837 по 1843 год жил в имении под Старицей, в собственной усадьбе Коноплино (ныне резиденция губернатора Тверской области).
В 1842 году он был утверждён почётным попечителем Тверской гимназии, затем переведён в министерство внутренних дел. В 1843—1854 годах был 10 лет вице-губернатором в Твери, затем в Витебске. 31 июля 1844 года И. И. Лажечников был внесён в родословную книгу Тверской губернии. 8 апреля 1851 года получил чин статского советника. 31 октября 1846 года Лажечников получил орден Св. Анны 2-й степени, в 1851 году — знак отличия за беспорочную службу.
В 1856—1858 годах из-за материальных трудностей служил цензором в Санкт-Петербургском цензурном комитете. Последней деятельностью он очень тяготился, хотя она совпадала со временем смягчения цензуры.

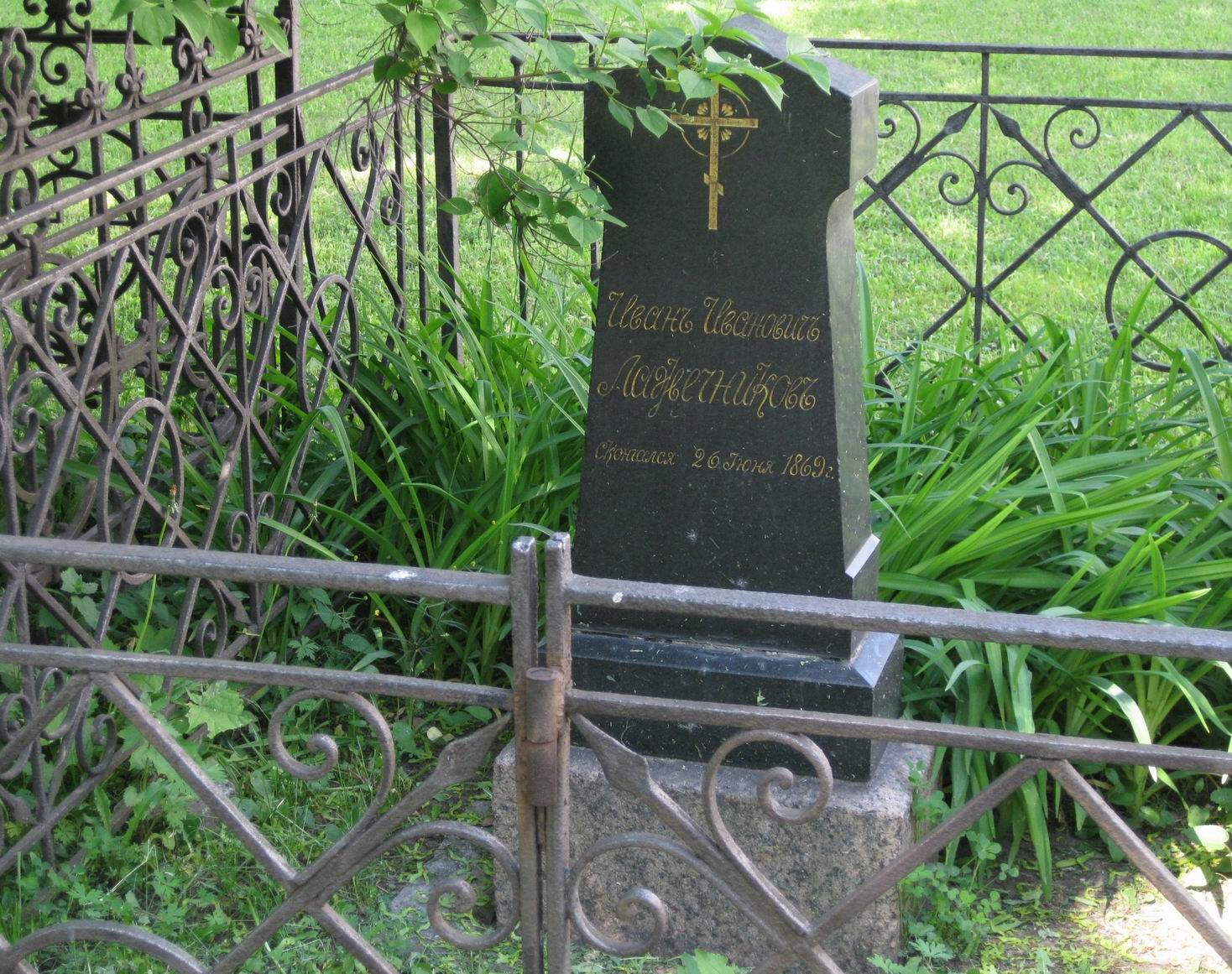
Могила в Новодевичьем монастыре

Конец жизни провёл в Москве — жил в Троекурово, на Плющихе и на Поварской.
3 мая 1869 года в зале Московской думы стараниями Артистического кружка был торжественно отпразднован пятидесятилетний юбилей литературной деятельности Лажечникова (в чествовании сам писатель не участвовал), а 26 июня (8 июля) того же года он умер, написав в завещании: «состояния жене и детям моим не оставляю никакого, кроме честного имени, каковое завещаю и им самим блюсти и сохранять в своей чистоте».
Похоронен на территории Новодевичьего монастыря в Москве (слева за Смоленским собором).

## Литературное творчество
Уже в 15 лет Лажечников поместил в «Вестнике Европы» (ч. 36) «Мои мысли» (подражание Лабрюйеру). В 18-летнем возрасте написал «Военную песнь» («Русский вестник», 1808, № 3), опубликовал ряд стихотворений («Аглая», 1808) и рассуждение «О беспечности» («Вестник Европы», 1808, ч. 60).
В 1817 году он издал «Первые опыты в прозе и стихах», которые впоследствии скупал и уничтожал.
В следующем труде Лажечникова — «Походные записки русского офицера» (СПб., 1820) — много интересных подробностей, свидетельствующих о наблюдательности автора. Он восхваляет заботы прусского правительства о народном образовании и благосостоянии; местами есть прямые высказывания против крепостничества.

«Последний Новик» (Санкт-Петербург, 1831—1833) — апофеоз любви к родине. Не только главные лица — Паткуль и Новик — отдали всю жизнь благу отчизны, но и второстепенные — капитан Вульф, взрывающий себя, чтобы не посрамить честь шведского знамени, князь Вадбольский, Карла Шереметева, Голиаф Самсоныч, изнывающий от тоски по родине швейцарец, отец Розы, галерея солдат-патриотов, наконец Пётр, Меньшиков — все постоянно думают об отечестве, отодвигая на задний план другие интересы. Новик служит родине даже шпионством, Роза, чтоб проникнуть к заключенному Паткулю, принимает ласки тюремщика. 

Мемориальная доска в честь И. И. Лажечникова в Пензе. Скульптор А. С. Хачатурян

«Последний Новик» имел крупный успех. Недостатки его, как и всех вообще романов Лажечникова, вполне объясняются вкусами эпохи. Теперь «Последний Новик» кажется произведением в значительной степени ходульным и малореальным, но в те времена он поражал своим реализмом и стремлением к исторической достоверности. «Последний Новик» дает Лажечникову право на признание его пионером русского исторического романа. Если М. Н. Загоскин и Н. А. Полевой выступили с историческими романами немного раньше, то не нужно забывать, что подготовительная работа Лажечникова началась в 1826 году. Так на него смотрел и В. Г. Белинский («Литературные мечтания»).
Свой самый знаменитый роман — «Ледяной дом» (Москва, 1835) — Лажечников написал в Твери, куда был назначен в 1831 году. Впоследствии историческая критика развенчала Волынского и его мнимый патриотизм; и тогда уже Пушкин находил, что Лажечников идеализирует своего героя. Но характер Анны Иоанновны, шуты, ледяной дом — все это типично не только с художественной, но и со строго исторической точки зрения. Отношения Волынского и Мариорицы — глубоко правдивая и трогательная повесть о любви двух сердец, счастью которых мешают условия жизни.
В 1837 году Лажечников поселился в своём старицком имении Коноплино и написал там «Басурмана» (Москва, 1838). Главный герой — лекарь Антон — не имеет типичных для XV века черт, но Иоанн III обрисован с замечательной для тридцатых годов XIX века художественной смелостью. Лажечников не скрыл его эгоизма, жестокости в обращении с пленниками и мстительности; Марфе-посаднице он сумел придать жизненные черты.
Написанная им в 1842 году белым стихом драма «Опричник» была запрещена (вероятно, за попытку вывести Ивана Грозного на сцену), опубликована лишь в 1859 и поставлена в Малом театре только в 1867 году («Русское слово», № 11; отд. М., 1867). По ней создана одноименная опера П. И. Чайковского. Кроме драм — «Христиан II и Густав Ваза» («Отечественные записки», 1841, № 3), «Горбун» (Санкт-Петербург, 1858), — водевиля «Окопировался» (представлен в 1854 году) и мелких рассказов и отрывков, Лажечникову принадлежат ещё интересные в автобиографическом отношении «Черненькие, Беленькие и Серенькие» («Русский вестник», 1856, № 4).
Ценили его произведения мемуарного характера: «Заметки для биографии В. Г. Белинского» (газета «Московский вестник», 1859, № 17; сердечная апология знаменитого критика); «Ответ графу Надеждину по поводу его набега на мою статью о Белинском» (там же, № 82); «Материалы для биографии А. П. Ермолова» («Русский вестник», 1864, № 6); «Как я знал Магницкого» (там же, 1866, № 1).
Тихо доживал Лажечников свой век в Москве с 1858 года. Он до самой смерти интересовался новыми течениями в литературе и с восторгом, доходящим до наивности, отнесся к новой эре в романе: «Немного лет назад» (Санкт-Петербург, 1862). В другом романе — «Внучка панцырного боярина» («Всемирный труд», 1868, № 1—4 и отд. — СПб., 1868) — он не свободен от узкой ненависти к полякам. Последним его произведением была драма «Матери-соперницы» («Всемирный труд», 1868, № 10).
Романы Лажечникова выдержали много изданий. Сочинения изданы в 1858 и 1884 годах (последнее издание — с монографией С. А. Венгерова о Лажечникове).

## Семья
И. И. Лажечников был женат дважды.

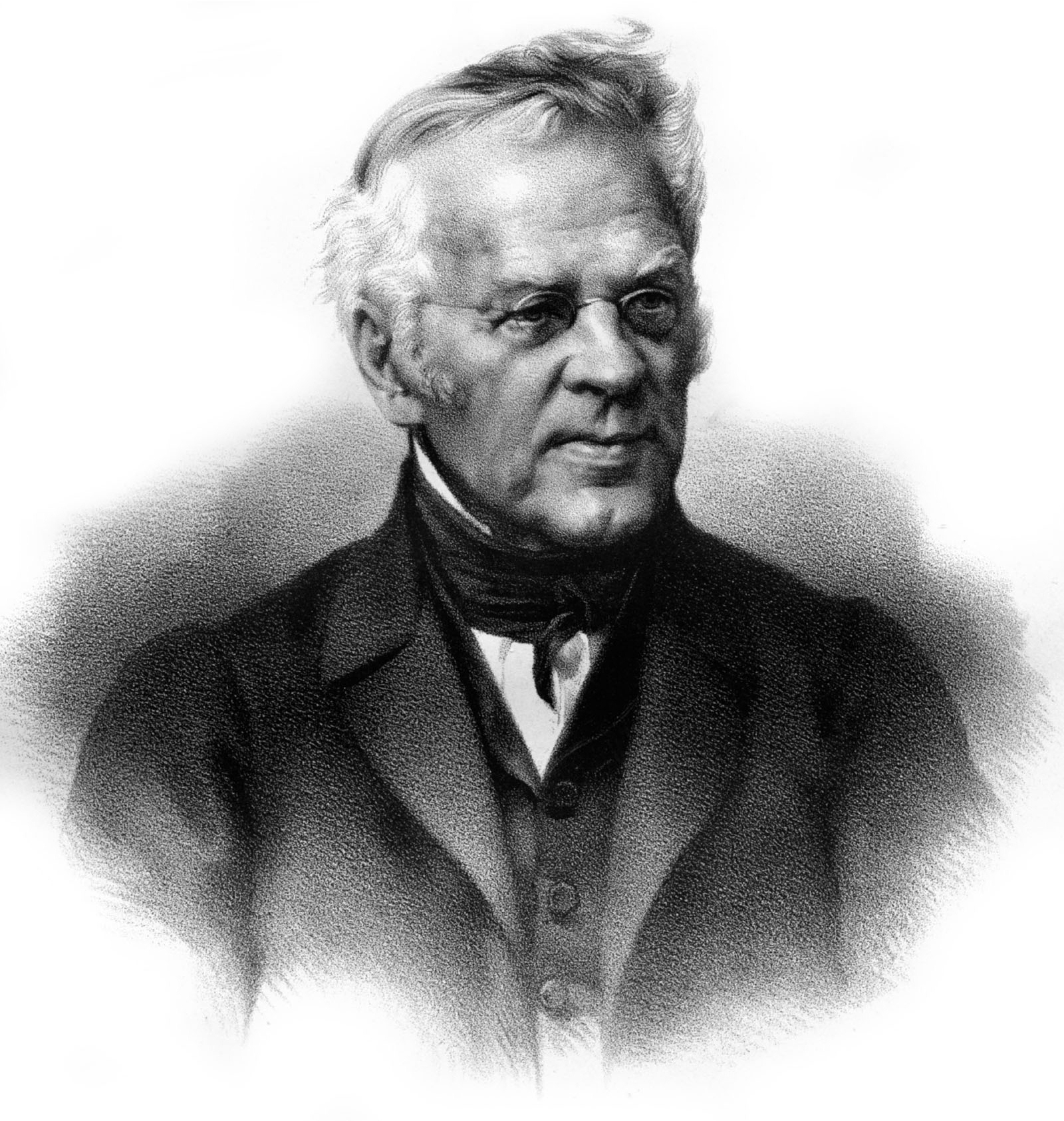
И. Лажечников, 1869 год.

Первая жена — Авдотья (Евдокия) Алексеевна, урождённая Шурунова (1803—1852), воспитанница графа А. И. Остермана-Толстого. В этом браке детей не было.
Вторая жена — Мария Ивановна, урождённая Озерова (1830?—1906). О второй своей жене И. И. Лажечников писал Ф. А. Кони:

Вы удивитесь, если я Вам скажу, что я, 60-летний старик, женился на 22-летней девушке. Кажется, это последний мой роман. Каков будет его конец — Богу известно!
Во втором браке родились трое детей:
- Иван (1860—1895), журналист, поэт.
- Зинаида (род. 28 июля 1859).
- Евдокия (род. 8 марта 1862)[11].

У Зинаиды был один сын Николай, у которого было двое детей: дочь Нина и сын Олег — правнуки писателя. У Нины Николаевны известно о двух детях: Марина и Ирина Васильевны Агаповы. У Олега Николаевича один сын Михаил Олегович Лажечников — праправнук писателя.
Прапраправнук писателя Олег Михайлович Лажечников (сын Михаила Олеговича) пишет туристические путеводители и заметки в своём блоге о путешествиях.

## Адреса

#### Санкт-Петербург
- 1819 год — дом А. И. Остермана-Толстого — Галерная улица, 9.

#### Коломна
- Усадьба купцов Лажечниковых, ул. Октябрьской революции, д. 192А[13][14]

##### Москва
- в 1854-м — на Садовой-Кудринской, 17[15]
- с 1862-го — на ул. Конюшковской, 4[15]
- в середине 1860-х гг. — на Плющихе, 23/15[15]
- с 1867 г. по 1869 г. (здесь скончался) на улице Поварская дом 11 стр. 1 в усадьбе Чернова[16]

## Комментарий
1. ↑  Документальное расследование (на основании автобиографии Лажечникова и других сопоставлений) вопроса С. А. Венгеровым в его монографии о Лажечникове устанавливает дату 1792 год. Однако указывают также 1790-й год[4]. В ряде биографических статей о Лажечникове годом рождения указывается 1794 год.
2. ↑  В письме от 3 ноября 1835 года А. С. Пушкин писал: «истина историческая в нём не соблюдена, и это со временем, когда дело Волынского будет обнародовано, конечно, повредит вашему созданию»[9].